# Palacio de Castel Gandolfo
El Palacio de Castel Gandolfo (en italiano: Palazzo Pontificio di Castel Gandolfo o Palazzo Apostolico di Castel Gandolfo) es un edificio histórico perteneciente a la Iglesia católica, antigua  residencia papal suburbana y actual museo. Se encuentra en el interior de la zona extraterritorial de las villas pontificias de Castel Gandolfo, en los montes Albanos, unos veinte kilómetros al sur de Roma.
La extraterritorialidad de las villas pontificias, frecuentadas por los papas durante las vacaciones desde la época de Urbano VIII, fue reconocida en los Pactos de Letrán de 1929. Los pontífices solían trasladarse a Castel Gandolfo al menos una vez al año, en verano. El palacio es parte integrante de la zona de las villas pontificias, que tiene una superficie de más de cincuenta y cinco hectáreas.

## Historia
Comprado por la Cámara Apostólica en julio de 1596 e incorporado como patrimonio inalienable de la Santa Sede el 27 de mayo de 1604, el territorio de Castel Gandolfo fue elegido como lugar donde pasar las vacaciones por muchos papas a partir de Urbano VIII, quien, poco después de su elección como pontífice (1623), emprendió la construcción de un edificio en la parcela de la villa romana del emperador Domiciano, probablemente construida a su vez sobre la acrópolis de la antigua Alba Longa.
El proyecto del palacio pontificio (el suburbano recesso, como se llamaba entonces) se encargó a Carlo Maderno, que lo realizó con la ayuda de sus asistentes Bartolomeo Breccioli y Domenico Castelli (1629). Aunque fue el promotor de su construcción, Urbano VIII nunca vivió en este palacio, prefiriendo residir en la cercana Villa Barberini, que pertenecía a su sobrino Taddeo Barberini. El primer pontífice que fue de vacaciones allí fue Alejandro VII, que completó la fachada principal y el ala occidental del palacio, obras en las que trabajó Gian Lorenzo Bernini.
Abandonada durante aproximadamente un siglo, la villa de Castel Gandolfo volvió a ser frecuentada en el siglo XVIII por el papa Benedicto XIV, que la remodeló aportando algunas modificaciones y nuevas decoraciones. Lo mismo hizo Clemente XIV, que compró además la limítrofe Villa Cybo (1773) ampliando el jardín originario de Urbano VIII y convirtiéndolo en un parque. Ocupada y dañada gravemente por las tropas napoleónicas, fue restaurada por Pío VII y Pío VIII. A continuación fue usada como residencia veraniega por Gregorio XVI y posteriormente, al menos hasta 1870, por Pío IX; ambos pontífices aportaron más mejoras al edificio. Sin embargo, a partir de 1870, tras el final de los Estados Pontificios, fue abandonada por los papas, al igual que todas las otras residencias que poseían fuera de Roma, para «encerrarse» en el Vaticano como signo de protesta contra el Estado italiano.

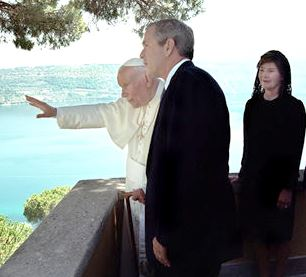
El presidente de los Estados Unidos George Bush y su esposa Laura con el papa Juan Pablo II en una visita a Castel Gandolfo el 23 de julio de 2001.

En 1929, tras la creación del Estado de la Ciudad del Vaticano, las villas papales de Castel Gandolfo (a las cuales se añadió la cercana Villa Barberini) fueron declaradas dominio extraterritorial pontificio y con Pío XI el palacio de Castel Gandolfo volvió a ser la residencia veraniega de los papas. Pío XI hizo también que el arquitecto Giuseppe Momo conectara las tres propiedades, contiguas pero divididas por calles públicas, mediante una logia que unía el palacio con la Villa Cybo y un pasadizo elevado que comunicaba el jardín de esta última con el de la Villa Barberini. En 1934, además, este mismo pontífice colocó en la última planta del Palacio Apostólico, bajo la torre, la sede del Observatorio Vaticano. Gracias a la compra de algunos terrenos situados hacia Albano Laziale, se pudo instalar aquí una pequeña hacienda agrícola, de manera que el conjunto de las propiedades pontificias de Castel Gandolfo, todas ellas conectadas entre sí, constituye hoy un único gran parque, cuya extensión (unas cincuenta y cinco hectáreas) es superior a la del propio Vaticano.
En el palacio se han producido, en 1958 y 1978, los fallecimientos de dos papas, Pío XII y Pablo VI, respectivamente.
A continuación, el palacio fue utilizado habitualmente por los papas como residencia en sus épocas de descanso, tanto que Juan Pablo II definió Castel Gandolfo como el Vaticano Due o «Vaticano Dos»; en estas ocasiones se recitaba el ángelus en el interior del patio. En 2010 se celebró por primera vez en la historia en Castel Gandolfo la audiencia general en la plaza exterior. Desde el 28 de febrero hasta el 2 de mayo de 2013 residió aquí temporalmente Benedicto XVI tras renunciar al ministerio petrino.
Desde abril de 2014, junto con otros once inmuebles, obtuvo el privilegio de extraterritorialidad y la exención de expropriaciones e impuestos. El 21 de octubre de 2016, por decisión del papa Francisco, el palacio dejó de ser una residencia papal veraniega y se convirtió en un museo. Sin embargo, tras su fallecimiento y el inicio del pontificado de León XIV, el palacio volvió a ser utilizado como residencia estival.

## Descripción

### El palacio
Sobre la fachada del palacio hay tres epígrafes que recuerdan la obra de otros tantos papas, en orden cronológico, Pablo V, Urbano VIII y Alejandro VII:

Urbano VIII
Papa
niveladas las galerías
y las otras [necesidades] para uso de la villa
arregladas
la residencia suburbana
de los pontífices
fundó
en el año del Señor de 1629
séptimo de su pontificado
URBANUS VIII
PONTIFEX MAXIMUS
SEMITIS COMPLANATIS
COETERISQUE AD USUM VILLAE
COMPARATIS
SUBURBANAS AEDES
COMMODITATI PONTIFICUM
EXTRUXIT
ANNO DOMINI MDCXXIX
PONTIFICATUS VII

Alejandro VII papa
la residencia de Urbano VIII
para reconfortar el alma y el cuerpo en la breve estancia
con la salubridad y la serenidad
del cielo y del sol
amplió y mejoró en el año 1660
ALEXANDER VII PONTIFEX MAXIMUS
AEDES AB URBANO VIII
OB COELI SOLIQUE
SALUBRITATEM AMOENITATEMQUE
ANIMO CORPORIQUE BREVI SECESSI REFICIENDIS
POSITAS AMPLIAVIT INSTRUXIT ABSOLVIT ANNO MDCLX

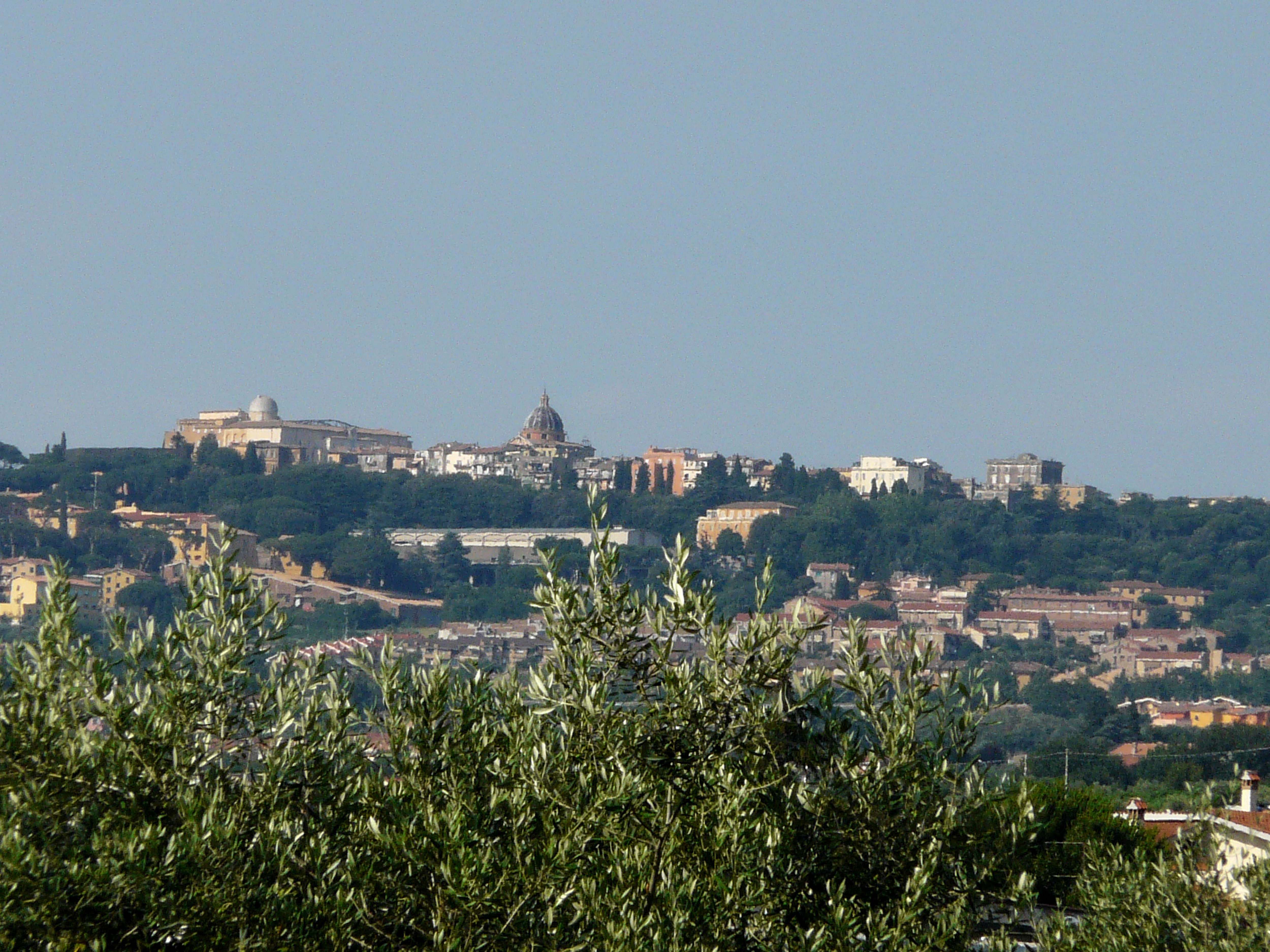
Panorama de Castel Gandolfo y del complejo de las Ville da Cancelliera, localidad de la fracción Cecchina de Albano Laziale.

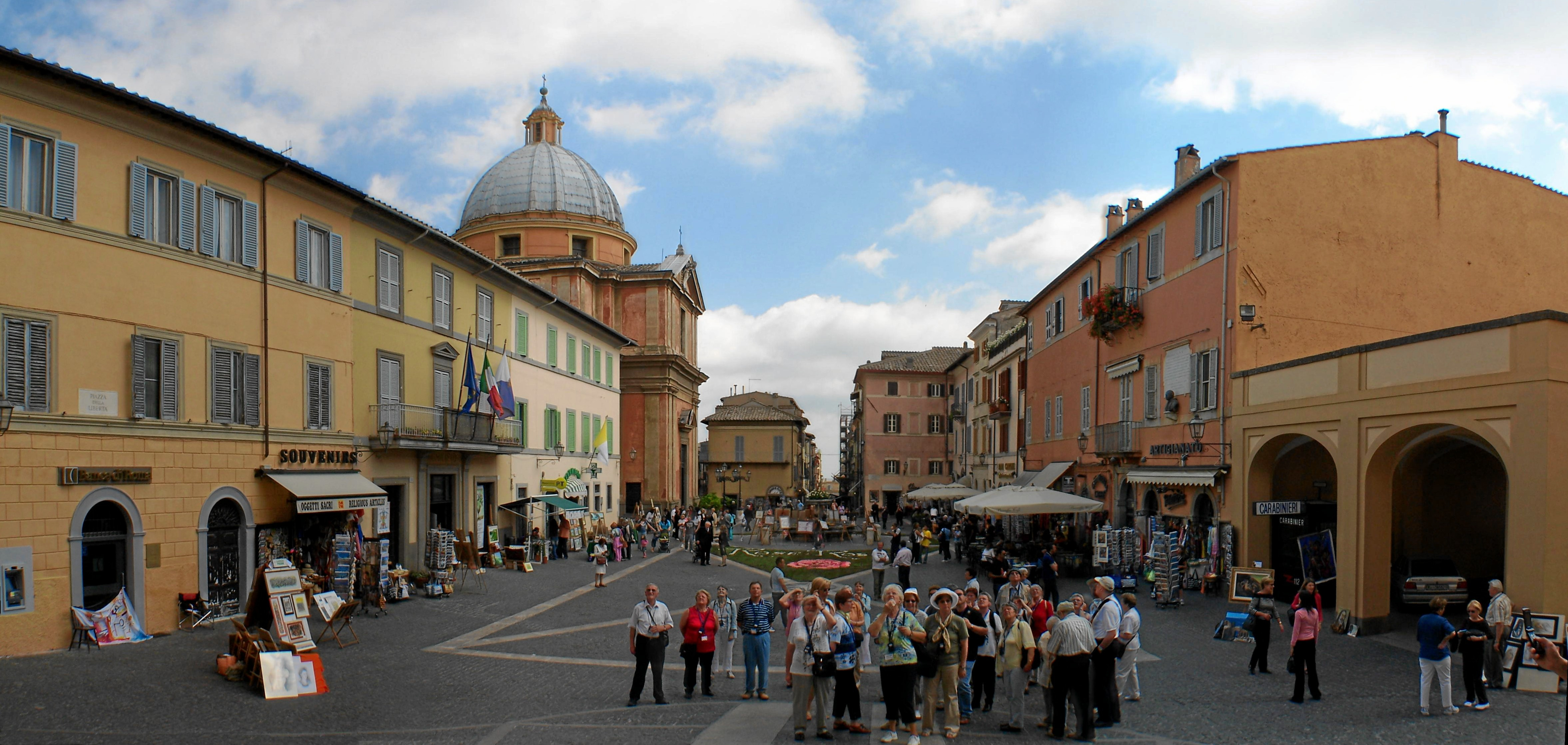
La Piazza della Libertà vista desde el portal del Palacio Pontificio.

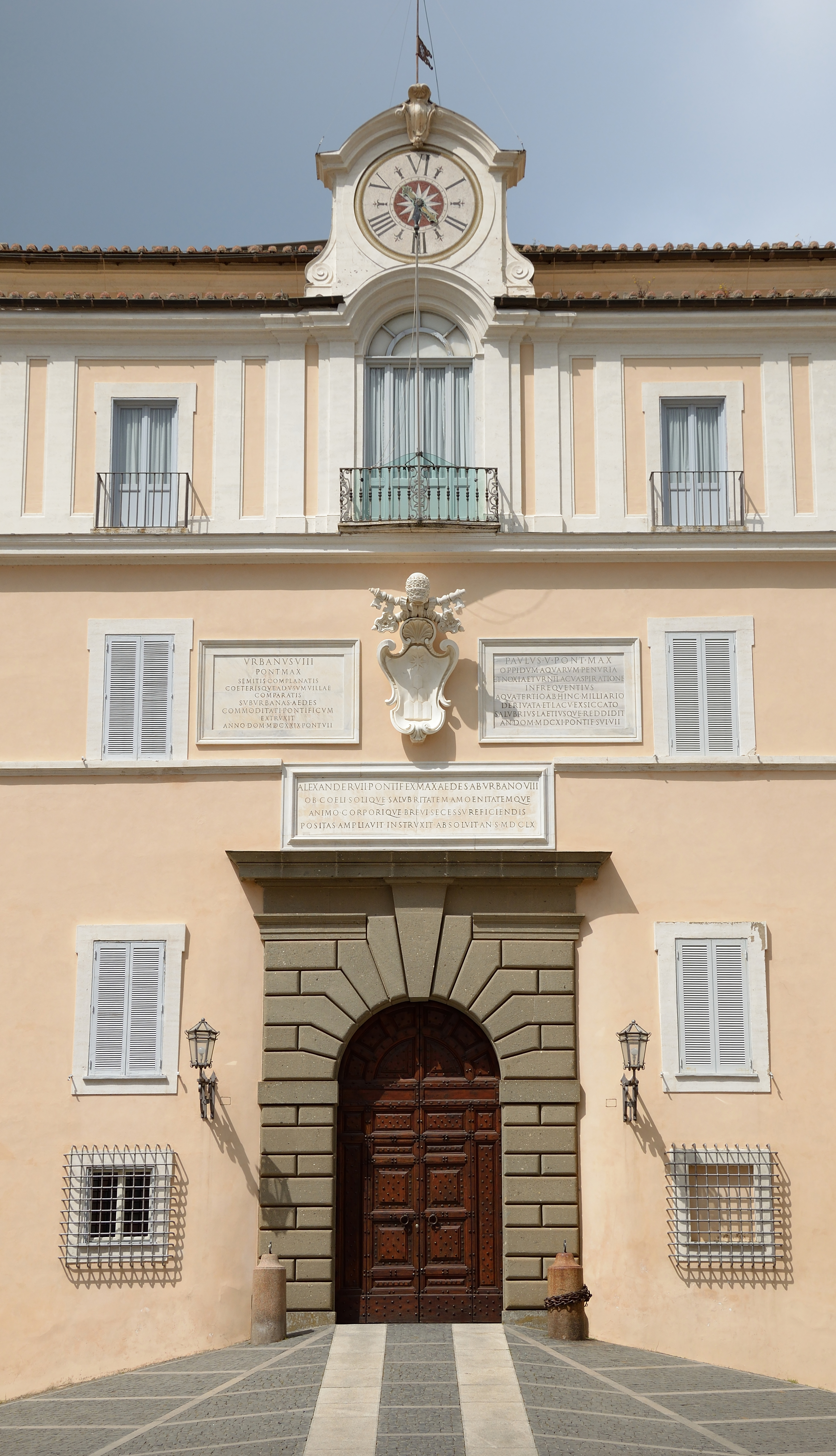
Entrada.

Desde el patio de las audiencias, la escalera de honor conduce al piano nobile del palacio. Las salas están dispuestas según el orden jerárquico del ceremonial vaticano, siguiendo el esquema de la Segunda Logia del Palacio Apostólico Vaticano. La primera sala es el Salón de los Suizos, o de los Alemanes, destinada antiguamente al cuerpo de guardia (al igual que el Salón de los Coraceros del Palacio del Quirinal). Hasta las restauraciones de Pío XI en los años treinta del siglo XX esta habitación estaba dividida en dos por cuatro columnas, y sobre el pavimento originario podían verse marcas y escritos dejados por las alabardas de la Guardia Suiza Pontificia. Actualmente la sala está decorada con un altorrelieve del Descendimiento de la cruz y con una Virgen del siglo XVIII de Domenico Corvi.

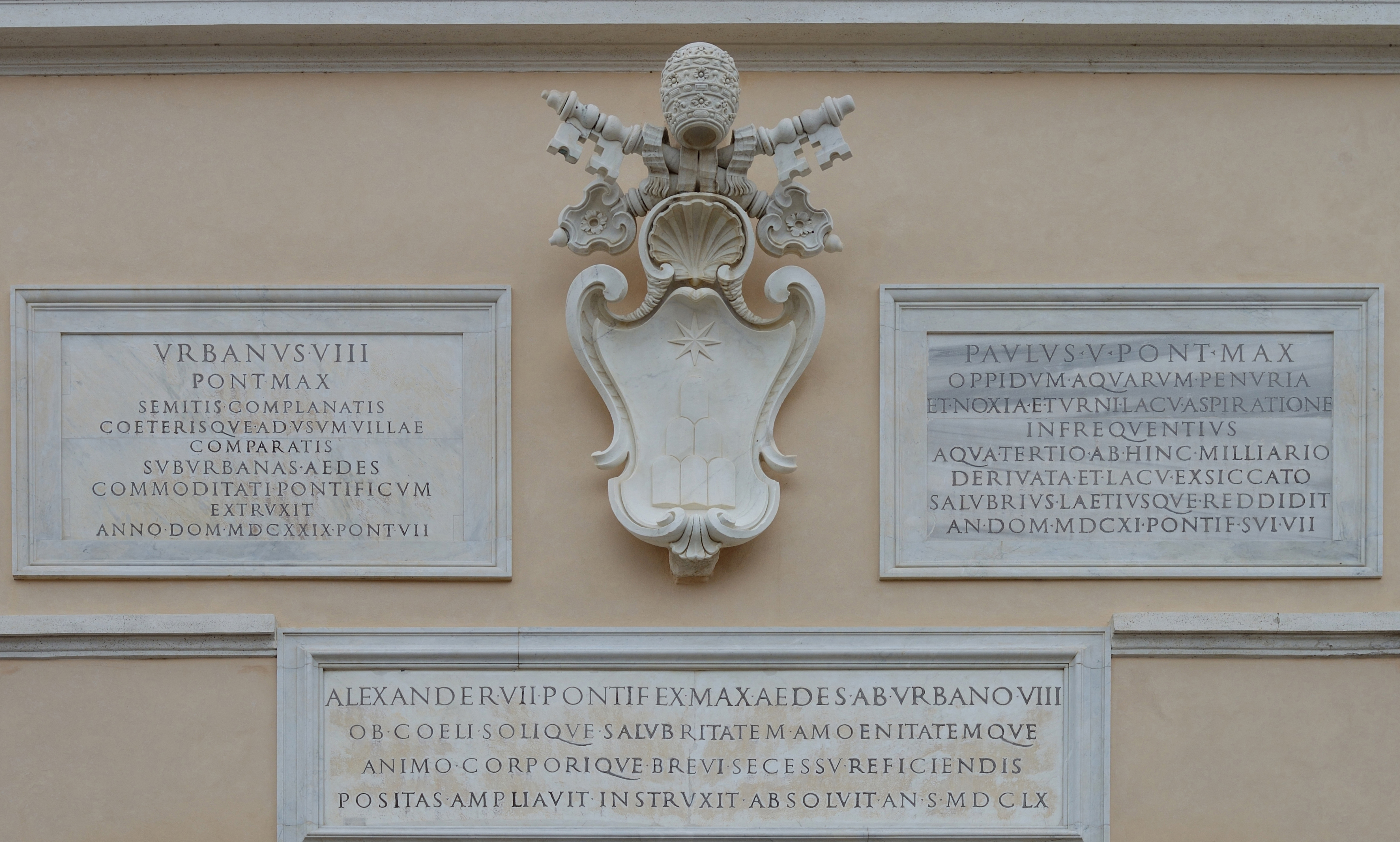
Escudo papal e inscripciones en la fachada.

Siguen la Sala de los Palafreneros, que alberga los Sediarios Pontificios, y la de los Guardias Nobles, que contiene recuerdos de la presencia de Pío IX. La siguiente es la Sala de los Camarlengos de Capa y Espada, que alberga copias de cuadros de Bartolomé Esteban Murillo y Guido Reni. En la posterior Sala dei Bussolanti hay una copia de la bula del concordato de Fontainebleau de 1801 y retratos de Pío VII y de su secretario de Estado Ercole Consalvi realizados por Jean-Baptiste Wicar. Siguen la Sala del Trono, que data de la época de Inocencio X, y la Sala del Consistorio, hecha decorar por Pío IX con una tapicería damascada y un pavimento de mármoles policromos: actualmente alberga dos tapices de la célebre manufactura de Gobelins de Bruselas, que representan la huida de la Sagrada Familia a Egipto.
Posteriormente está la Galería de Benedicto XIV, ampliación hecha construir por Alejandro VII pero decorada en el siglo XVIII con pinturas a gouache de Pier Leone Ghezzi. Desde allí se puede acceder a la Capilla Papal de Urbano VIII, una de las habitaciones más antiguas del palacio, decorada con frescos por Simone Lagi y estucada por los hermanos Zuccari.
Siguen las estancias del apartamento privado del papa: la Antesala, con una Virgen de Carlo Dolci; el Estudio, remodelado bajo Pío XI, que tiene cuadros de Dolci y de Paolo Veronese y un escritorio con el escudo de Pío VII; el Comedor de Clemente XIV, decorado por Angeloni y Cristoforo Unterberger; el Dormitorio; la capilla privada, construida por órdenes de Pío XI, que tiene una copia de la Virgen Negra de Częstochowa y cuadros del pintor polaco Rosen, recuerdos de la época en la que este papa fue nuncio apostólico en Polonia. Completan el apartamento el Cuarto de Baño, con fragmentos de frescos medievales del antiguo castillo de los Gandolfi y los Savelli; la Habitación del Scopatore Segreto y la Sala del Mayordomo, decorada con frescos que representan bodegones de Salvator Rosa.
Concluyen la descripción del Palacio Pontificio el Salón del Billar o del Buffet, de unos treinta metros de longitud, antiguamente dedicado a los pasatiempos de la corte pontificia y posteriormente usado como comedor, que alberga dos frescos de un anónimo pintor del siglo XVIII que representan los paseos de Clemente XIV en la cercana Villa Cybo. Finalmente, el apartamento del cardenal secretario de Estado fue amueblado con muebles chinos, que datan de 1747, durante el papado de Benedicto XIV.